# Even Greater
Even Greater (Aún mayor, traducido al español), es un álbum grabado en vivo de la banda Planetshakers en el Centro de Convenciones de Melbourne en noviembre de 2009. 

## Temas
Este álbum cuenta con 15 temas: 
- Intro (1:06)
- This Love (4:14)
- Now I'm Free (4:46)
- Everyone (4:00)
- Lord Of All (5:20)
- Interlude (1:04)
- Even Greater (7:08)
- God Is Able (7:04)
- Worship (5:23)
- God Is Love (2:44)
- Hope Of All Hearts (4:37)
- I Believe It (3:38)
- There's Freedom (5:00)
- Devoted To You (5:46)
- With All My Heart (6:07)